# Celtyckie oppida na ziemiach czeskich
Celtyckie oppida na ziemiach czeskich – były zakładane od początku II w. p.n.e., głównie południowej części kraju wzdłuż toku Wełtawy.
Najwcześniejsze grodziska celtyckie na ziemiach czeskich powstały w VI-V w. p.n.e. w południowych i środkowych Czechach. Później zostały one opuszczone i stopniowo zanikły.
Od przełomu V i IV w. p.n.e. w kilku falach przybywały do środkowej Europy nowe plemiona celtyckie z Europy zachodniej. W IV w. p.n.e. przybyli z zachodu Celtowie, m.in. Bojowie zajęli najbardziej żyzne ziemie czeskie.
W II i I w. p.n.e., gdy ziemie czeskie stały się celem najazdów plemion germańskich z północy oraz nacisk rzymskich legionów z południa, zaczęto budować osiedla typu miejskiego – oppida.

## Typy oppidów celtyckich
Termín oppidum pochodzi od Rzymian, którzy nazywali tak umocnione miejsca położone w trudno dostępnych lokalizacjach. Jest on związany nie tylko z Celtami, ale i innymi starożytnymi narodami. Według archeologów oppida można podzielić na trzy grupy:
- Refugia – były ufortyfikowanymi miejscami o charakterze ucieczkowym. Nie były stale zamieszkane, ale służyły jako ukrycie dla mieszkańców najbliższej okolicy w czasie wojny. Na obszarze Czech najczęściej znajdowano je na południu kraju (np. grodzisko Věnec na wzniesieniu Pržmo koło miejscowości Lčovice, czy grodzisko Sedlo niedaleko Sušicy).
- Grody – celtyckie grodziska są pierwszymi tego typu budowlami w Europie. Według przypuszczeń archeologów służyły za siedziby elitom celtyckiej społeczności. W odróżnieniu od dwóch pozostałych typów nie zawsze były budowane w strategicznie położonych miejscach, co może świadczyć o wielkiej pewności siebie warstwy rządzącej (głównie w VI-IV w. p.n.e.).
- Właściwe oppida – zaczęły powstawać około połowy II w. p.n.e., a powodem tego był rosnący napór Germanów i Rzymian na ziemie Celtów. Były to ufortyfikowane miejsca z dużą koncentracją ludności (nawet do kilku tysięcy), ale głównie były to osady rzemieślnicze.

Refugia są najstarszymi celtyckimi grodziskami nie tylko w Czechach. Ich położenie było wybrane tak, aby było jak najlepsze pod względem obronnym – były to wierzchołki skalistych wzniesień, cyple ograniczone przynajmniej z jednej strony skalnymi ścianami, wzgórza w zakolach meandrujących rzek itp. Wspomniane grodzisko Věnec znajduje się na wysokości 736 m n.p.m., a jego obronę zapewnia sama przyroda (potężne urwisko i skalne ściany) wspomagana przez sztuczne fortyfikacje. Grodzisko Sedlo było podobnie chronione, a jego położenie na wysokości 900 m n.p.m. czyni z niego jedno z najwyżej położonych grodzisk w Czechach.
Grody należące do celtyckiej "szlachty" nie zostały znalezione na ziemiach czeskich. Pochodzą one z VI-IV w. p.n.e., gdy Celtowie byli u szczytu potęgi (w 390 r. p.n.e. zdobyli Rzym), a znajdują się na obszarach będących centrum celtyckiej cywilizacji – w południowo-zachodnich Niemczech i we wschodniej Francji.
Oppida typu miejskiego miały kilka podstawowych wymagań co do swojej lokalizacji. Po pierwsze obronny charakter miejsca był ważny w okresie najazdów Germanów i Rzymian. Ponadto dla rzemiosła ważna była bliskość występowania surowców – złóż minerałów (z tego powodu produkcja rzemieślnicza różniła się w zależności od okolicy, np. produkcja wyrobów z żelaza, brązu czy złota). Natomiast dla handlu ważna była łączność nie tylko z okolicznymi mieszkańcami, ale i z oddalonymi narodami (np. celtycka biżuteria była popularna w południowej Europie).

## Najbardziej znane czeskie oppida

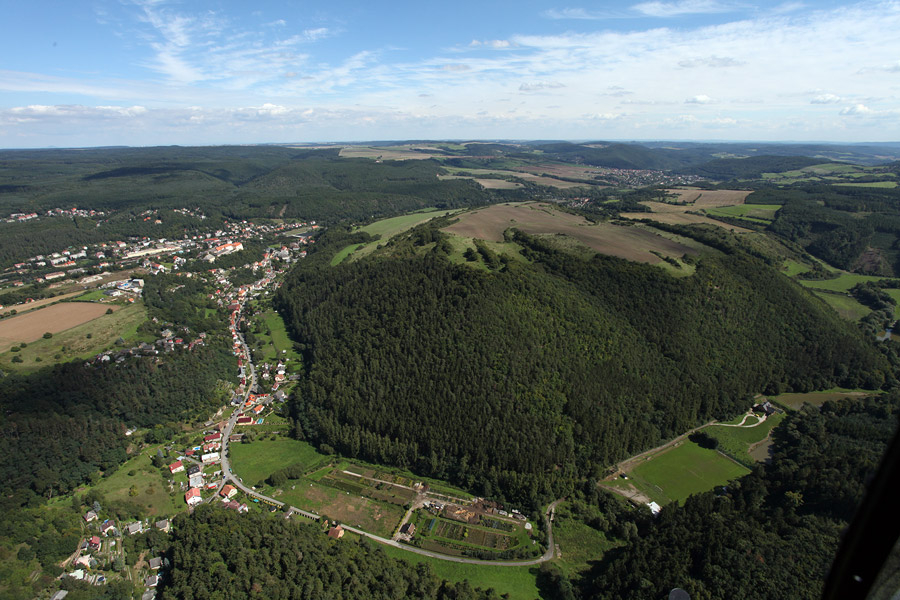
Góra Hradiště – na jej szczycie leżało oppidum Stradonice - widok od południa

Najbardziej znanym celtyckim oppidum jest oppidum Stradonice niedaleko Berouna, na prawym brzegu Berounki. Leży na wysokości 380 m n.p.m., a jego powierzchnia wynosi 82 ha. Tutejsze znaleziska należą do najbogatszych na ziemiach czeskich. Miejsce to nie zostało jednak należycie zbadane – z powodu odkrycia 200 złotych monet w 1877 r., było ono przez trzy lata przeszukiwane i przekopywane przez najróżniejszych zbieraczy i poszukiwaczy skarbów. W miarę jak rosła sława znaleziska, pojawili się przedsiębiorczy fałszerze, którzy zaczęli wytwarzać falsyfikaty, które są znajdowane do dziś w niektórych muzealnych zbiorach. Według znalezisk znajdowało się tu wielu rzemieślników – odlewnicy, kowale, emalierzy, garncarze i in. Bito tu również złote monety. Około początku naszej ery oppidum straciło swą suwerenność. W I w. n.e. wegetowało jeszcze, ale już pod władzą Germanów.

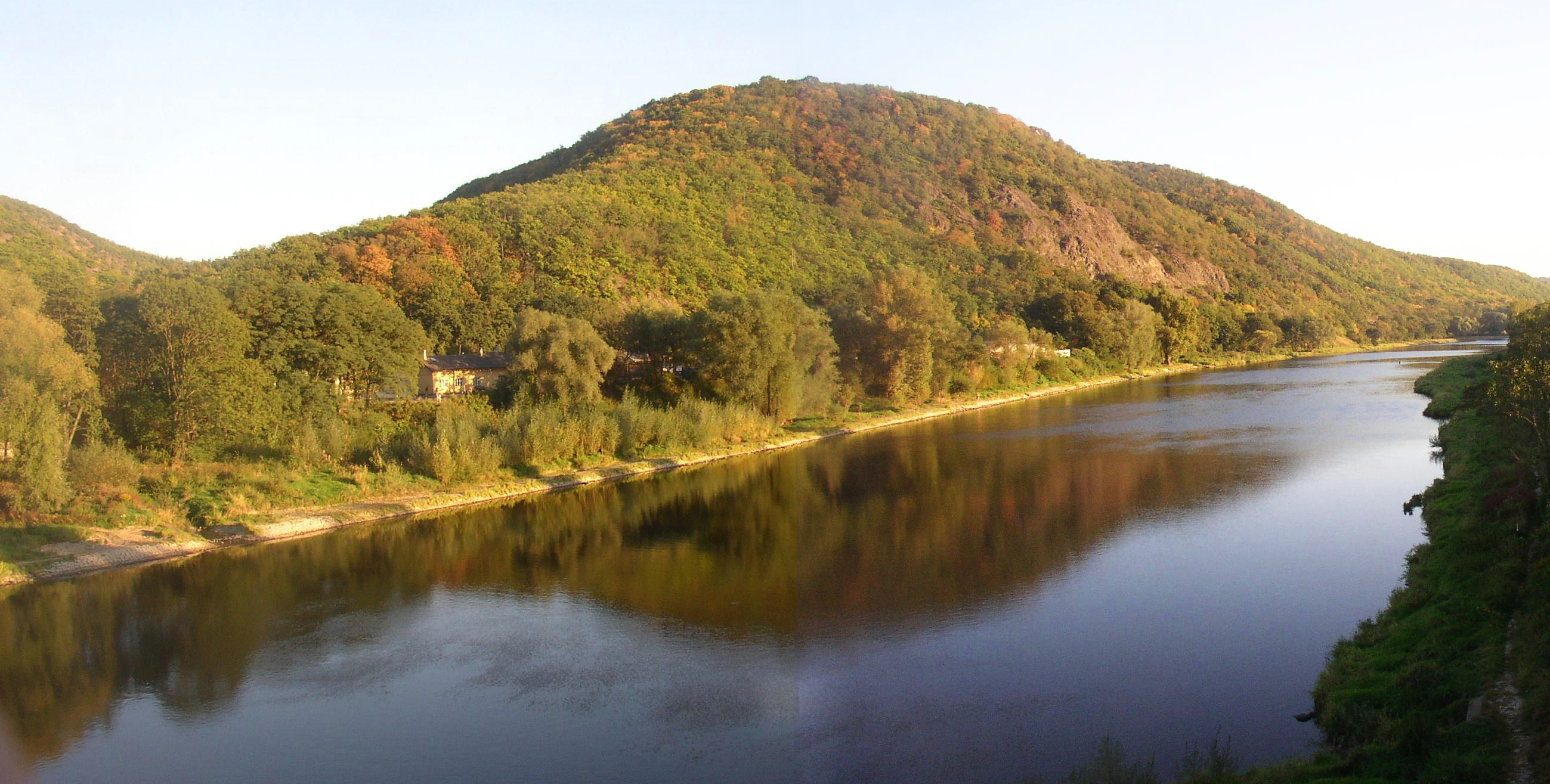
Oppidum Závist

Kolejnym znanym oppidum jest oppidum Závist koło Zbraslavi (na południu Pragi). Chodzi tu o wielki kompleks obronny, który rozciąga się po dwóch stronach głęboko wciętej doliny Břežanskégo údolí na szczycie dwóch wzgórz. Właściwe oppidum znajduje się na południowym wzniesieniu, na którym do dziś dnia widoczne są sztucznie splantowane tarasy specjalnie dla posadowienia budowli. Północne wzniesienie Šance jest otoczone podobnym wałem jak południowe, a ponadto jest otoczone fosą. Fosa jednakże nie jest dokończona – może to znaczyć, że na początku naszej ery (do tego czasu mniej więcej datuje się zasiedlenie oppidum) mieszkańcy byli zagrożeni (najprawdopodobniej przez plemiona germańskie), ale nie zdołali usprawnić fortyfikacji i zostali wygnani.

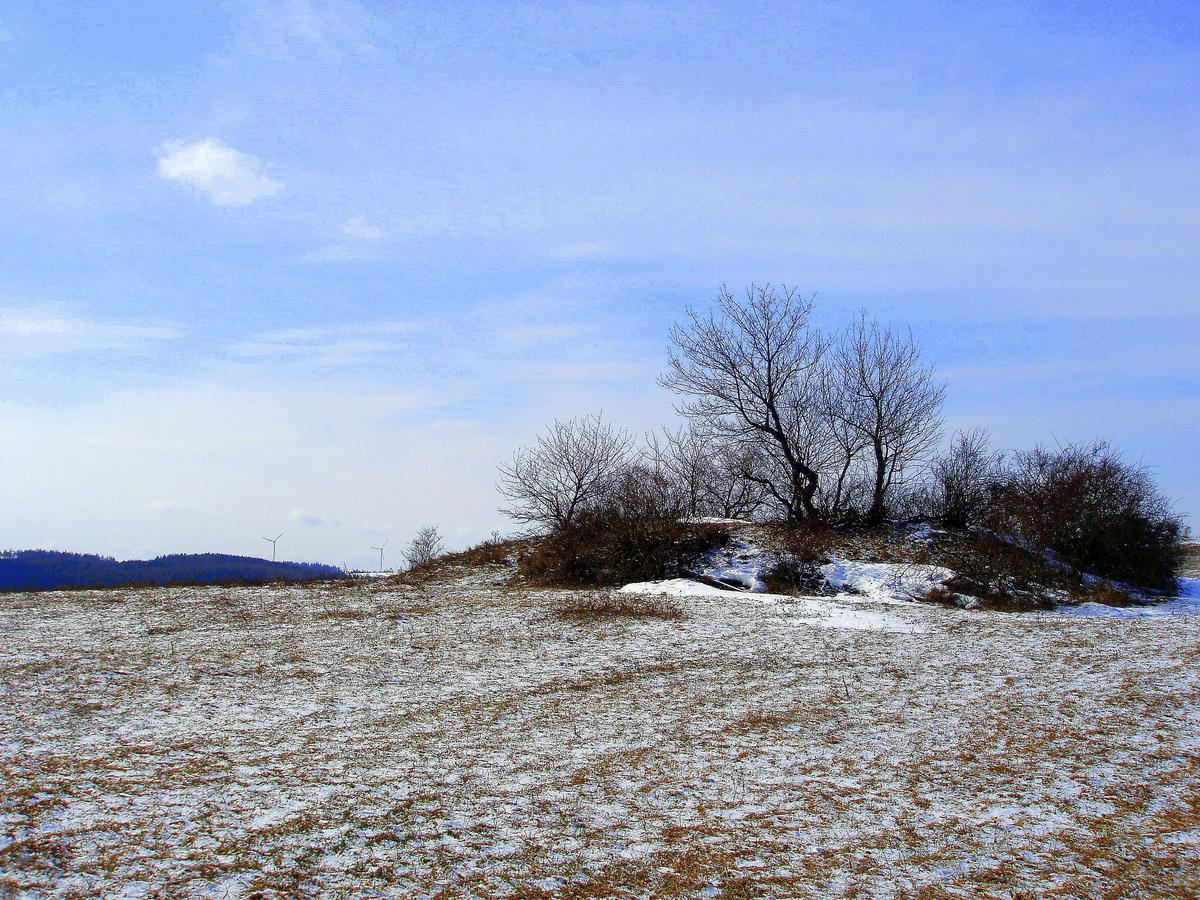
Widok oppida Staré Hradisko

Najbardziej znanym oppidum na Morawach jest oppidum Staré Hradisko na Wyżynie Drahańskiej, w pobliżu Prościejowa. Znaleziska ze Starégo Hradiska datowane są na młodszy okres lateński, niewykluczone że jest to najpóźniej zamieszkałe oppidum na ziemiach czeskich. Podczas znaleziono w nim duże ilości różnych przedmiotów, które mówią nam o życiu mieszkańców i ich rozmaitych zajęciach – duże ilości różnej ceramiki, żelazne instrumenty i wyroby rozmaitego typu, brązową i żelazną biżuterię, fragmenty szklanych pereł i bransolet, drobne figurki zwierząt, złote monety i gliniane formy do odlewu złotych monet, mnóstwo bursztynu (surowego, półproduktów, odpadów, skrawków i wyrobów finalnych). Znaleziska bursztynu wiążą oppidum Staré Hradisko z Morzem Bałtyckim, natomiast fragmenty brązowych i szklanych przedmiotów oraz rzymska moneta z czasów republiki z basenem Morza Śródziemnego.

## Budowa oppidum

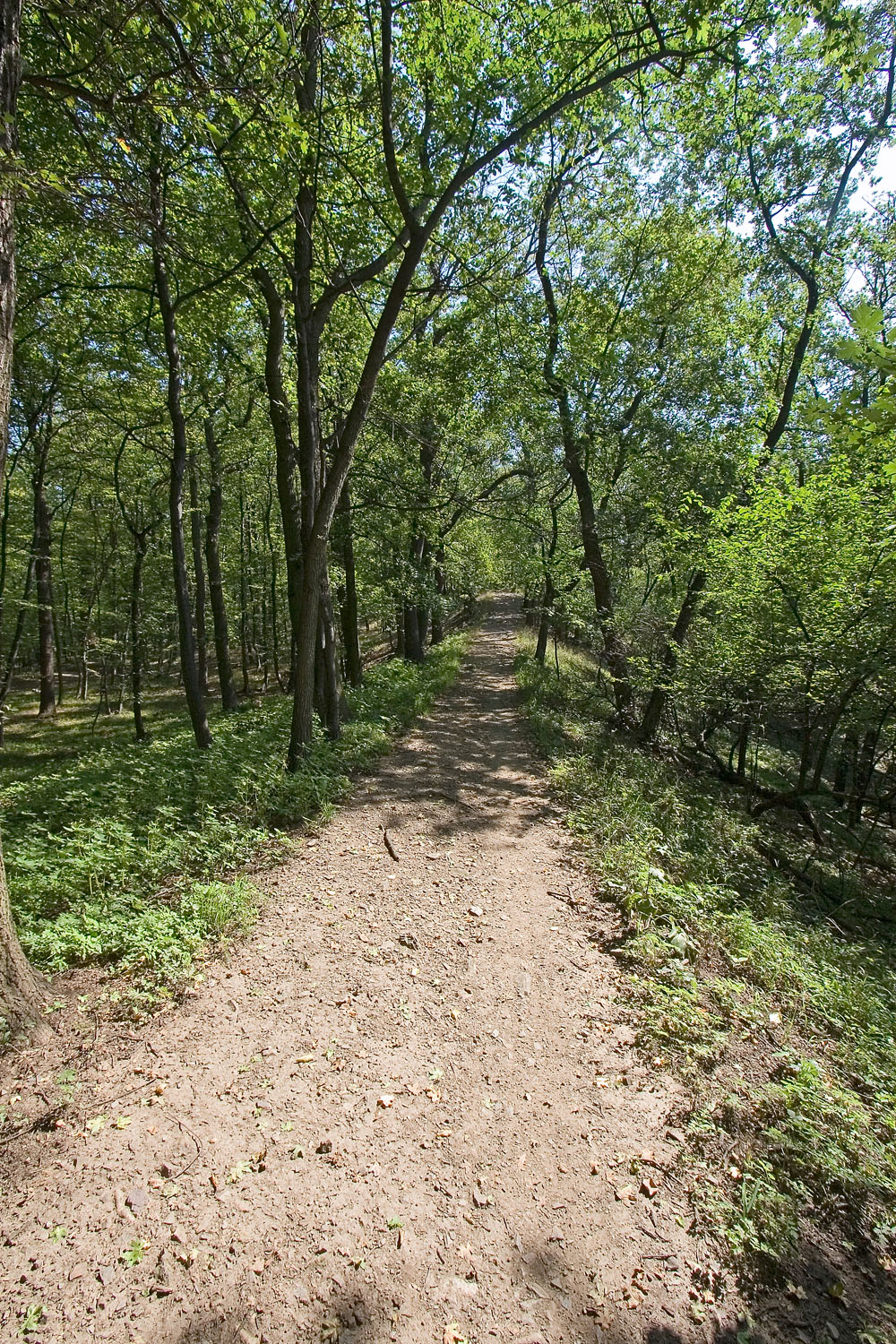
Pozostałości wału w oppidum Závist

W większości oppidów na ziemiach czeskich dobudowy umocnień był stosowany tzw. typ Kelheim – belki pionowo wkopane w ziemię, a pomiędzy nimi od zewnątrz kamienny mur, a od wewnątrz gliniany nasyp. Nie był tu stosowany typ murus gallicus. W niektórych grodziskach wały były wzmocnione basztami, które służyły jako strażnice i posterunki obserwacyjne w czasie złej pogody. Bramy do oppidum były konstruowane na dwa sposoby. Pierwszy – kleszczowy – polegał na załamaniu linii wałów po obu stronach bramy w kierunku wnętrza, co tworzy jakby uliczkę między wałami wiodącą do środka, ku bramie. Ten korytarz mógł mieć długość ponad 30 metrów, co chroniło bramę przed atakiem z zewnątrz. Drugi sposób – podwójnej bramy – po obu stronach bramy wał się rozdwajał, tworząc niewielką przestrzeń zamkniętą bramą wewnętrzną, a czasami też bramą zewnętrzną, która jednak najczęściej nie była używana. Ten sposób przypomina średniowieczny barbakan.
Wewnętrzne rozplanowanie oppidum zależało przede wszystkim od topografii miejsca lokalizacji, ale można zaobserwować pewne tendencje. Każde oppidum było otoczone wałem, a wstęp był poprzez bramy. Wewnętrzna przestrzeń była podzielona kolejnymi umocnieniami na kilka, zwykle dwie lub trzy części. W najwyższym punkcie znajdowało się centrum oppidum – gęsto zabudowane i najlepiej ufortyfikowane. Niżej znajdowało się otoczone wałem podgrodzie lub dwa, czasami na zewnątrz oppidum znajdowały się kolejne zabudowania – zarówno domy mieszkalne, jak i pracownie rzemieślnicze. Przestrzeń ta mogła służyć jako wybieg dla bydła, mogły się tu odbywać targi.
Według dotychczasowych badań należy sądzić, że wewnętrzna ("miejska") część oppidum dzieliła się na tzw. "dworzyszcza" – zwykle czworokątne podwórka (podwórza) ograniczone drogami lub ścieżkami, czasami ogrodzone płotami. Wewnątrz znajdowało się kilka budynków służących różnym celom. Były tu oczywiście budynki mieszkalne, a także budynki służące produkcji rzemieślniczej – np. kuźnie, piece garncarskie itp., inne służyły jako chlewy czy inne pomieszczenia dla zwierząt oraz składy. Całe oppidum mogło się składać z 10 do 30 takich "dworzyszcz". Takie "dworzyszcza" stanowiły prostą kontynuację siedzib celtyckich rozsianych na terenach rolniczych.
Biorąc pod uwagę topografię terenu (często górzystego ze względów obronnych), konieczne było dla postawienia budynków mieszkalnych i użytkowych wyrównać pochyły teren wewnątrz oppidum. Często tworzono tarasy na zboczu góry. Z wykopalisk archeologicznych wynika, że najczęstszym materiałem budowlanym było drewno, a najczęstszymi budynkami były domki z bali. W większych budynkach (z dłuższym bokiem o długości ponad 4 m), stawiano kamienne ścianki (niska podmurówka po całym obwodzie) o wysokości do 70 cm, licowane od wewnątrz, jeśli budynek był zagłębiony w ziemi (półziemianka). Budynki przeznaczone dla zwierząt miały jedno lub dwa pomieszczenia. Chociaż wolnostojące budynki na nizinach miały dłuższy bok usytuowany w kierunku wschód-zachód, wewnątrz oppidum nie było to możliwe z powodu tarasowemu usytuowaniu zabudowy w zależności od topografii terenu.
W niektórych grodziskach (np. Staré Hradisko) znaleziono dowody, że każde "dworzyszcze" tworzące urbanistyczne centrum oppidum było otoczone parkanem. Wejścia znajdowały się ze wszystkich stron ogrodzenia, przeważnie mniej więcej pośrodku. Niezwykłą sprawą była ofiara z dziecka znaleziona w kamiennych fundamentach jednego z domów w Starém Hradisku (a nie tylko tam). Przypuszczalnie Celtowie w ten sposób starali się nakłonić duchy lub bogów opiekuńczych do ochrony domu przed pożarem – największym niebezpieczeństwem w oppidum zbudowanym w całości z drewna.

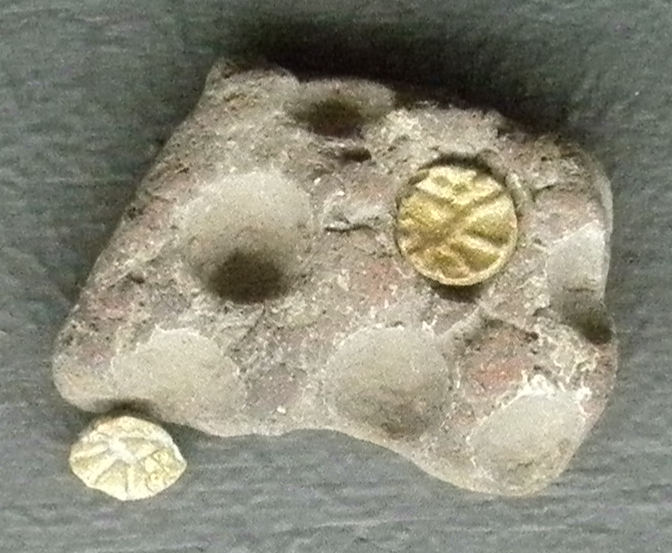
Dwie złote monety i gliniana forma do odlewu złotych monet ze Starégo Hradiska

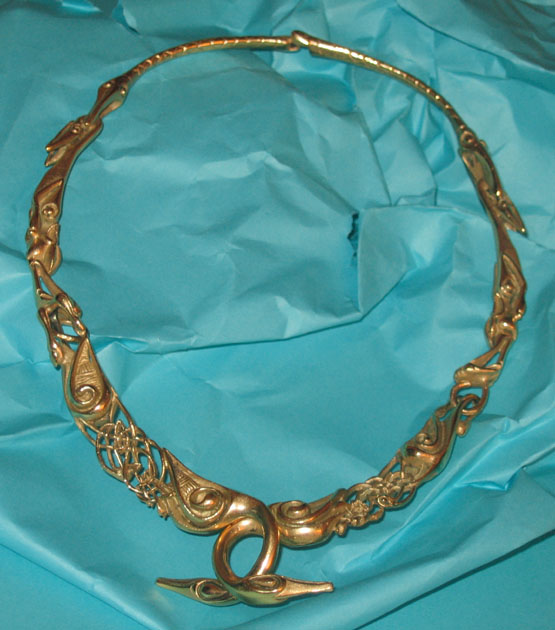
Galijski torkwes z brązu

Oppidum było centrum rzemiosła i handlu – tutaj koncentrowała się produkcja – najczęściej garncarstwo, kowalstwo, odlewnictwo, bicie monet, garbarstwo, koszykarstwo i in. Na niezabudowanych miejscach oppidum odbywały się targi zbożem i bydłem. Pod względem wyżywienia oppidum było zależne od gospodarstw położonych w najbliższej okolicy. Oppida były zakładane przy szlakach handlowych, aby służyły jako centra dalekosiężnego handlu. Głównym artykułem eksportowym była biżuteria (fibule i inne drobiazgi) z różnych materiałów (ulubionym był bursztyn, w jego obróbce celtyccy jubilerzy byli jednymi z najlepszych) oraz ceramika. Importowano wino, wyroby artystyczne i wiele innych.
Na początku naszej ery Celtowie znikają z ziem czeskich, pozostają po nich ślady archeologiczne i nazwa kraju – Bohemia (łac. Boiohaemum – Ziemia Bojów).